# San Víctor Abajo
San Víctor Abajo är en ort i Dominikanska republiken.   Den ligger i provinsen Espaillat, i den centrala delen av landet, 120 km nordväst om huvudstaden Santo Domingo. San Víctor Abajo ligger 288 meter över havet och antalet invånare är 79 851.
Terrängen runt San Víctor Abajo är kuperad åt nordost, men åt sydväst är den platt. Runt San Víctor Abajo är det ganska tätbefolkat, med 222 invånare per kvadratkilometer. Närmaste större samhälle är Santiago de los Caballeros, 16,1 km väster om San Víctor Abajo. I omgivningarna runt San Víctor Abajo växer i huvudsak städsegrön lövskog.